# Kika van Es
Kika van Es (Boxmeer, 11 ottobre 1991) è un'ex calciatrice olandese, di ruolo difensore.

## Carriera

### Club
Cresce nelle giovanili dell'Olympia '18, trasferendosi nel 2008, a 17 anni, al Willem II, dove rimane due stagioni, nelle quali ottiene due secondi posti in campionato, con 36 presenze e 1 rete, il 15 ottobre 2009, quando porta in vantaggio sulla squadra nella gara vinta poi per 2-0 in trasferta contro l'Heerenveen.

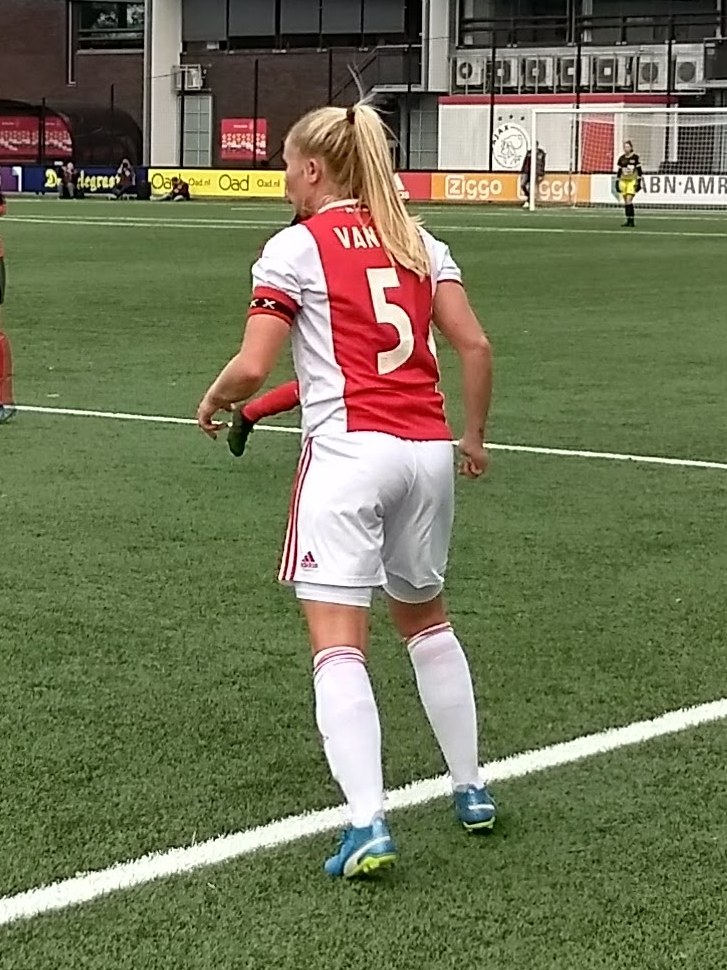
van Es, di spalle, con la maglia dell' nell'ottobre 2018.

Le due stagioni successive le passa al VVV-Venlo, dove si classifica prima sesta e poi quinta, venendo schierata in campo 37 volte e trovando la rete per 4 volte, la prima il 7 ottobre 2010 nell'1-1 esterno contro il PEC Zwolle.
Nel 2012 passa al PSV/FC Eindhoven, formazione creata per partecipare alla BeNe League, campionato che comprendeva squadre olandesi e belghe, durato tre stagioni, nelle quali la squadra di Eindhoven arriva terza, settima e quinta e van Es gioca 36 volte, segnando 2 reti, la prima il 26 aprile 2013, quando realizza la rete del 3-0 definitivo nel successo in casa contro il Lierse. Rimane anche un'altra stagione, con il campionato ritornato ad essere solo olandese e la squadra a chiamarsi semplicemente PSV, chiudendo al terzo posto, ottenendo 20 presenze e 1 gol.
Nell'estate 2016 passa alla neonata formazione dell'Achilles '29, che presentava per la prima volta una squadra femminile. Termina il campionato al settimo e penultimo posto, giocando 24 delle 27 gare totali del campionato e realizzando 3 gol, il primo il 28 ottobre nella sconfitta per 4-1 sul campo dell'ADO Den Haag.
Dopo una sola stagione in bianconero, il 16 giugno 2017 passa al Twente, secondo nell'Eredivisie dell'anno precedente. Anche qui rimane una sola stagione, condividendo con le compagne la conquista del secondo posto in campionato, dove marca 20 presenze e siglando una rete all'Achilles '29, alle spalle dell'Ajax.
Durante il calciomercato estivo 2018 si trasferisce alle campionesse in carica dell'Ajax, avendo così l'occasione di debuttare in UEFA Women's Champions League per la stagione entrante. Alla sua prima stagione con la sua nuova squadra gioca 23 incontri di campionato, segnando la rete che assicura la vittoria con l'ADO Den Haag, ottenendo il terzo posto nella stagione regolare e fallendo l'accesso alla Champions League 2019-2020 nei successivi play-off. Ottiene invece il suo primo titolo per club, la Coppa dei Paesi Bassi, con l'Ajax che supera per 2-1 in finale il PEC Zwolle. In Champions League gioca tutti i sette incontri disputati dalla sua squadra, debuttando nel torneo il 7 agosto nell'incontro vinto per 4-1 sulle irlandesi del Wexford Youths, oltre agli altri due della fase preliminare chiudendo al primo posto il gruppo 1, i due che la vedono superare nei sedicesimi di finale le ceche dello Sparta Praga e infine i due dove vengono pesantemente sconfitte dalle campionesse d'Europa in carica dell'Olympique Lione.
L'estate successiva decise di trasferirsi all'estero per la sua seconda volta in carriera, sottoscrivendo un accordo con l'Everton per disputare la FA Women's Super League, livello di vertice del campionato inglese, dalla stagione entrante. La permanenza all'Everton durò una sola stagione, al termine della quale tornò a giocare per il Twente.
Nel 2022 fa ritorno al PSV, con cui gioca per una stagione al termine del quale annuncia il proprio ritiro dall'attività agonistica.

### Nazionale
Ha giocato con le nazionali giovanili olandesi, partendo dall'Under-15, dove gioca una gara nel 2006, e passando poi in Under-17 e Under-19, dove viene impiegata con continuità.
Con la prima debutta l'8 ottobre 2007, nell'incontro valido per il primo turno di qualificazione all'Europeo 2008 di categoria, vinto per 2-0 con le pari età dell'Azerbaigian, collezionando complessivamente nel biennio 2007-2008 16 presenze e 1 rete.
Con la formazione Under-19 dal 2008 al 2010 sigla una rete su 20 presenze, partecipando all'Europeo Under-19 in Macedonia, concluso con l'eliminazione della sua nazionale in semifinale ai rigori da parte dell'Inghilterra, a sua volta battuta 2-1 in finale dalla Francia.
Nel 2009, a 18 anni, debutta in nazionale maggiore, nella sfida del 21 novembre contro la Bielorussia, in casa a L'Aia, nelle qualificazioni al Mondiale 2011 in Germania, pareggiata per 1-1, giocando tutti i 90 minuti.

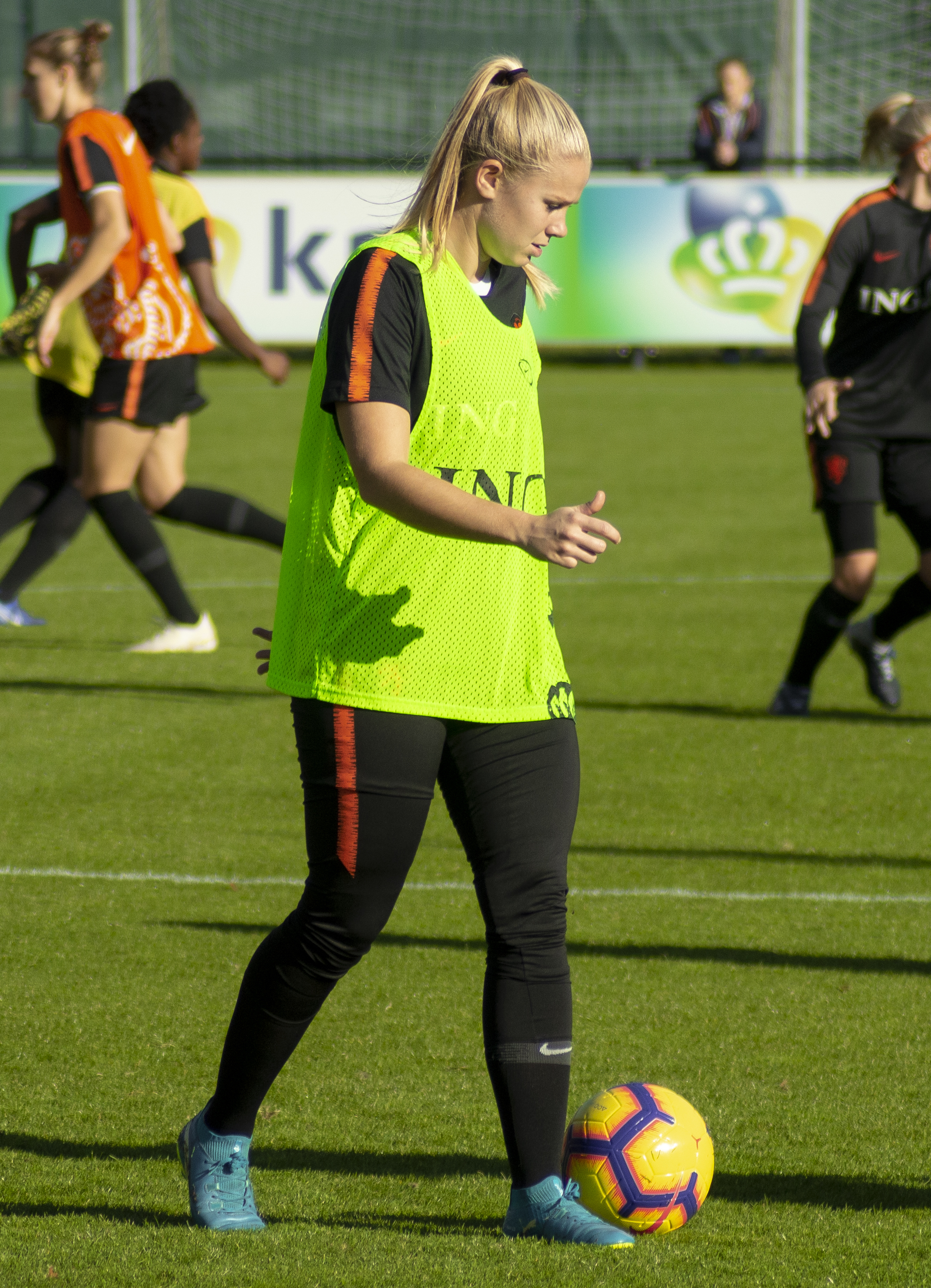
van Es in una sessione di allenamento con la nazionale olandese nel 2018.

Nel 2013 il CT Roger Reijners la inserisce nella lista delle 31 pre-convocate per l'Europeo in Svezia, mantenendola dopo la prima scrematura che porta la squadra a 26 giocatrici, ma non inserendola nella lista definitiva delle 23. In seguito la convoca in occasione delle qualificazioni al Mondiale di Canada 2015, utilizzandola tra il 2013 e il 2014 in sei degli otto incontri disputati dalla sua nazionale. In questa fase le Oranje giungono seconde dietro alla Norvegia nel gruppo 5 della zona UEFA, accedendo come migliore seconda ai play-off che determineranno l'ultima delle otto squadre che affronteranno la fase finale. Qui i Paesi Bassi superano in semifinale la Scozia, 2-1 all'andata e 2-0 al ritorno, aggiudicandosi infine l'accesso al loro primo mondiale grazie alla vittoria per 2-1 in trasferta nella finale di ritorno con le avversarie dell'Italia dopo che l'andata era terminata sull'1-1. Reijners non ritiene comunque di inserirla nella lista delle 23 calciatrici convocate per il Mondiale diramata dalla federazione olandese il 10 maggio 2015
Con la fine del Mondiale arriva il cambio di panchina sulla nazionale, affidata prima ad interim e poi, terminata anche l'esperienza con Arjan van der Laan, in modo definitivo a Sarina Wiegman, designata come CT per l'Europeo casalingo del 2017. Tra il 2016 e il 2017 van ES, oltre ad essere impiegata durante l'Algarve Cup 2017, giocando tutti i quattro incontri con la nazionale che raggiunge il quinto posto, gioca numerose amichevoli prima dell'inizio del torneo UEFA, venendo inserita da Wiegman nella lista delle 23 calciatrici convocate annunciata il 14 giugno 2017. Scende in campo in tutti i sei incontri disputati dalla sua nazionale, condividendo con le compagne il percorso che vedono i Paesi Bassi superare al primo posto il gruppo A, e vincere le successive partite, 2-0 sulla Svezia ai quarti di finale, 3-0 sull'Inghilterra in semifinale, arrivando così alla finale che vede le Oranje superare per 4-2 la Danimarca aggiudicandosi così il trofeo per la prima volta nella sua storia sportiva.
Nei due anni seguenti Wiegman continua a convocarla con continuità; oltre a una serie di amichevoli la inserisce in rosa con la squadra che partecipa all'Algarve Cup 2018, dove gioca tutti i tre incontri esclusa la finale per il primo posto con la Svezia, cancellata a causa della pioggia torrenziale ma assegnata ex aequo a entrambe, e nell'edizione successiva, dove scende in campo in due dei quattro incontri disputati e la sua nazionale offre una prestazione deludente vincendo solo, ai rigori, la finalina per l'undicesimo posto con la Cina. Disputa due degli otto incontri in programma per le qualificazioni al Mondiale di Francia 2019 dove i Paesi Bassi, inseriti nel gruppo 3 della zona UEFA, si classificano al secondo posto dietro alla Norvegia dovendo quindi conquistare l'ultimo posto disponibile ai play-off. Van Es gioca tutti gli incontri della sua nazionale di questa fase, superando prima la Danimarca, 2-0 all'andata e 2-1 al ritorno, e poi la Svizzera, rispettivamente 3-0 e 1-1, conquistando così l'accesso alla fase finale del torneo per la terza edizione consecutiva. Durante il Mondiale i Paesi Bassi, sorteggiati nel girone E assieme a Canada, Camerun e Nuova Zelanda, vincono tutte e tre le partite del girone, qualificandosi per la fase a eliminazione diretta come prima classificata. Negli ottavi di finale le olandesi hanno incontrato il Giappone nella riedizione della sfida degli ottavi del torneo 2015, ma in questa occasione hanno prevalso le olandesi per 2-1.

## Palmarès

### Club
- Campionato olandese: 1

Twente: 2021-2022
- Coppa dei Paesi Bassi femminile: 1

Ajax: 2018-2019

### Nazionale
- Campionato d'Europa: 1

2017
- Algarve Cup: 1

2018 (a pari merito con la Svezia)